# Pelotas
Pelotas è una città, la terza per numero d'abitanti, nello Stato brasiliano del Rio Grande do Sul. Forma parte della mesoregione del Sudeste Rio-Grandense e della microregione di Pelotas.

## Geografia
Pelotas sorge sulle sponde del canale di São Gonçalo, un corso d'acqua che collega la vicina Lagoa dos Patos con l'altro grande stagno dello Stato, la Lagoa Mirim. La città è situata a 170 km a sud-ovest di Porto Alegre e a 130 km a nord-est della frontiera uruguaiana.

## Storia

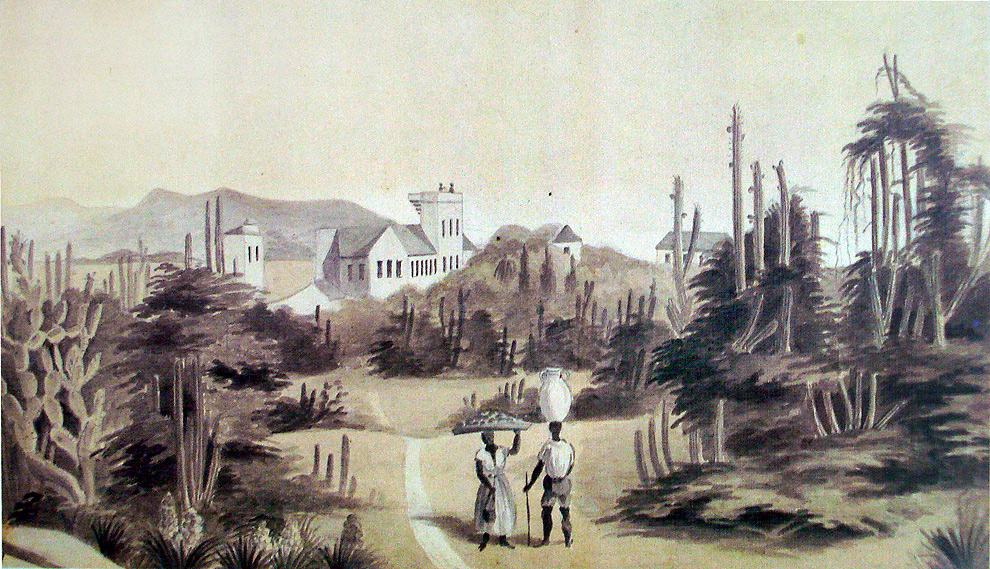
Veduta di Pelotas in un disegno del 1852.

La storia della città inizia nel giugno 1758, attraverso una donazione che Gomes Freire de Andrade, conte di Bobadela, fece al colonnello Thomáz Luiz Osório, donandogli un terreno che si trovava sulle rive della Lagoa dos Patos. Nel 1763, in fuga dall'invasione spagnola, molti abitanti del villaggio di Rio Grande cercarono rifugio nelle terre di Osório. In seguito arrivarono anche profughi da Colônia do Sacramento, che era stata ceduta dai portoghesi agli spagnoli nel 1777 con il trattato di San Ildefonso.
Nel 1780, l'allevatore portoghese José Pinto Martins si stabilì nell'area dove sarebbe sorta Pelotas. La prosperità della sua proprietà stimolò la fondazione di altri ranch e la crescita nella regione. Si formò così un piccolo insediamento che avrebbe poi generato l'odierna città. La prosperità della zona era favorita dall'esportazione, principalmente di carne secca e cuoio, verso l'estero. 
La Freguesia di São Francisco de Paula, fondata il 7 giugno 1812 da padre Pedro Pereira de Mesquita, fu elevata al rango di città il 7 aprile 1832. Tre anni dopo, nel 1835, il villaggio fu dichiarata città con il nome Pelotas.
Nel sud del Brasile, 'pelota' può riferirsi a una zattera di cuoio, e il nome della città deriva dalle barche di albero del corallo ricoperte di pelli di animali, usate per attraversare i fiumi ai tempi dell'allevamento. Nel XIX secolo, Pelotas si affermò come il principale centro brasiliano per la produzione di carne essiccata (charque), un alimento base prodotto dagli schiavi e destinato a nutrire gli schiavi delle piantagioni di canna da zucchero, caffè e cacao in tutto il paese.
Nei primi anni del Novecento lo sviluppo del tessuto economico locale fu stimolato dal Banco Pelotense, fondato nel 1906 da investitori locali. La sua liquidazione, nel 1931, fu devastante per l'economia locale.
Nel 1990 fu istituito da una legge statale l'agglomerato urbano di Pelotas. Nel 2001 è diventata l'agglomerato urbano di Pelotas e Rio Grande e nel 2002 l'agglomerato urbano del sud. L'obiettivo è integrare le città partecipanti ed è l'embrione di una futura regione metropolitana che comprende le città di Arroio do Padre, Capão do Leão, Pelotas, Rio Grande e São José do Norte, che hanno una popolazione complessiva di circa 600 000 abitanti.

## Monumenti e luoghi d'interesse

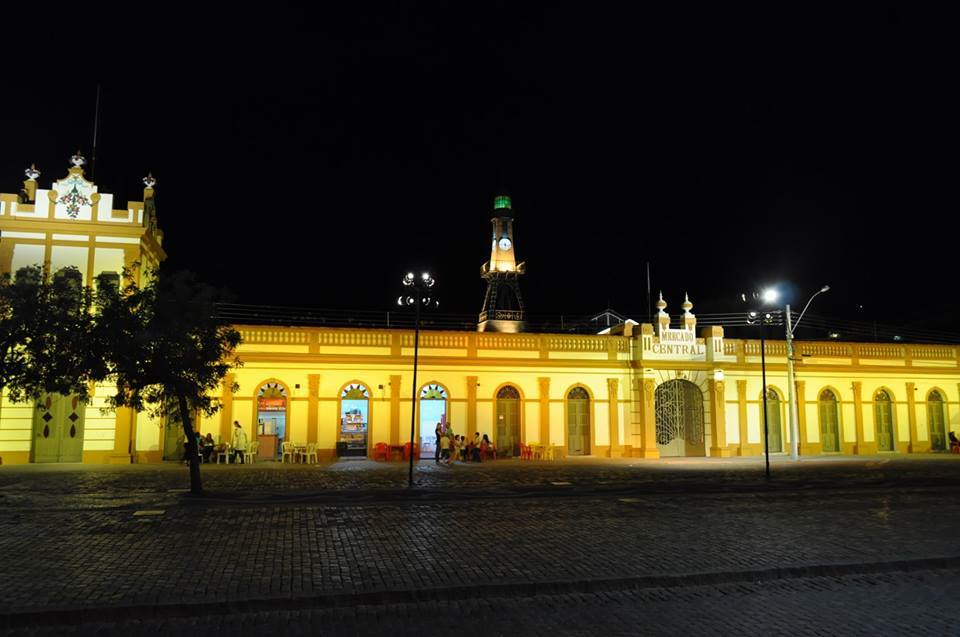
Il Mercato Pubblico di Pelotas.

- La Cattedrale Metropolitana di São Francisco de Paula è considerata l'edificio religioso più importante della città e della regione, per le sue dimensioni, la bellezza e le opere d'arte che si trovano al suo interno. La sua costruzione iniziò nel 1813. La cattedrale ospita un'effige di San Francesco di Paola, di un artista sconosciuto, portata da Colônia do Sacramento. Il pittore Aldo Locatelli, venne dall'Italia appositamente per realizzare gli affreschi del soffitto e delle pareti della cattedrale, su invito di Dom Antônio Záttera, allora vescovo di Pelotas. Sebbene Locatelli scelga di rimanere nel Rio Grande do Sul e realizzare molte altre opere importanti in Brasile, tra cui dipinti e murales, questa è considerata la sua opera più grande, insieme alla passione per la Chiesa di São Pelegrino a Caxias do Sul.

- Il Mercato Pubblico fu costruito tra il 1847 e il 1853. Sebbene il suo design è stato modellato sullo stile neoclassico ed è stato influenzato dall'Art Nouveau dopo il 1970, quando l'edificio fu distrutto da un incendio e ricostruito. Su di essa vi è una torre dell'orologio e un faro in ferro, importato da Amburgo, allusione alla Torre Eiffel.

## Cultura

### Istruzione

#### Università
La città è sede dell'Università federale di Pelotas e dell'Università cattolica di Pelotas.

## Infrastrutture e trasporti
La principale via d'accesso alla città è la BR-116, che la collega ad est con Porto Alegre e ad ovest con la frontiera uruguaiana. Presso Pelotas convergono la BR-471 per Rio Grande e la BR-293.
La città è servita dall'Aeroporto Internazionale di Pelotas, situato ad 8 km a nord del centro cittadino.

## Sport
Le tre principali società calcistiche cittadine sono l'Esporte Clube Pelotas, il Brasil de Pelotas e il Grêmio Atlético Farroupilha.